# Église Saint-Saturnin de Pézilla-la-Rivière
Pour les articles homonymes, voir église Saint-Saturnin.
L'église Saint-Saturnin de Pézilla-la-Rivière est une église romane située à Pézilla-la-Rivière, dans le département français des Pyrénées-Orientales.